# 아키카와 마사후미
아키카와 마사후미(秋川雅史, 1967년 10월 11일 ~ )는 일본의 테너이다.

## 개요
- 구니타치 음악대학, 대학원을 졸업했다.
- 2001년 크로스오버 테너로 데뷔했다.
- 2006년 12월 31일에 〈千の風になって〉로 NHK 홍백가합전에 첫 출장한다.
- 홍백전에서〈千の風になって〉를 부른 뒤인 2007년 1월 22일 차트에서는 클래식으로는 처음으로 오리콘 차트 1위를 차지한다.
  - 그 후 2007년 한 해 동안 112만 장이 팔려 2007 연간 오리콘 순위 1위에 올랐다. (2009년 1월까지 약 120만 장이 팔렸다.)

## 음반 목록

### 싱글
- [[센노 카제니 낫테|千の風になって]] (천의 바람이 되어)

## 출연
- 제 57, 58, 59회 홍백가합전 (2006~8년)